# Grover (Taylor)
Grover es un pueblo ubicado en el condado de Taylor en el estado estadounidense de Wisconsin. En el Censo de 2010 tenía una población de 256 habitantes y una densidad poblacional de 1,38 personas por km².

## Geografía
Grover se encuentra ubicado en las coordenadas 45°12′18″N 90°37′5″O / 45.20500, -90.61806. Según la Oficina del Censo de los Estados Unidos, Grover tiene una superficie total de 184.93 km², de la cual 183.05 km² corresponden a tierra firme y (1.01%) 1.88 km² es agua.

## Demografía
Según el censo de 2010, había 256 personas residiendo en Grover. La densidad de población era de 1,38 hab./km². De los 256 habitantes, Grover estaba compuesto por el 98.83% blancos, el 0.39% eran afroamericanos, el 0.39% eran amerindios, el 0% eran asiáticos, el 0% eran isleños del Pacífico, el 0% eran de otras razas y el 0.39% pertenecían a dos o más razas. Del total de la población el 0.39% eran hispanos o latinos de cualquier raza.